# Саюль (комуна)
Саюль (люксемб. Sëll, фр. Saeul, нім. Saeul) — комуна Люксембургу. Входить до складу кантону Реданж в окрузі Дикірх.

## Географія
Площа території комуни складає 14,86 км² (86-е місце за цим показником серед 116 комун Люксембургу).
Висота найвищої точки комуни над рівнем моря становить 382 метрів (79-е місце за цим показником серед комун країни), найнижчої — 254 метрів (64-е місце).

## Демографія
Станом на 2011 рік на території комуни мешкало 697 ос.
Динаміка чисельності населення:

## Адміністративний поділ
До складу комуни входять такі поселення:
| Поселення | Населення за даними переписів: | Населення за даними переписів: | Населення за даними переписів: |
| Поселення | на 31.03.1981                  | на 01.03.1991                  | на 15.02.2001                  |
| --------- | ------------------------------ | ------------------------------ | ------------------------------ |
| Кальмус   | 80                             | 72                             | 72                             |
| Енер      | н/д                            | н/д                            | 10                             |
| Капвайлер | 17                             | 19                             | 28                             |
| Саюль     | 271                            | 292                            | 298                            |
| Швебах    | 59                             | 57                             | 52                             |